# Marion Center (Massachusetts)
Marion Center es un lugar designado por el censo ubicado en el condado de Plymouth en el estado estadounidense de Massachusetts. En el Censo de 2010 tenía una población de 1.111 habitantes y una densidad poblacional de 383,34 personas por km².

## Geografía
Marion Center se encuentra ubicado en las coordenadas 41°42′3″N 70°45′29″O / 41.70083, -70.75806. Según la Oficina del Censo de los Estados Unidos, Marion Center tiene una superficie total de 2.9 km², de la cual 2.64 km² corresponden a tierra firme y (8.94%) 0.26 km² es agua.

## Demografía
Según el censo de 2010, había 1.111 personas residiendo en Marion Center. La densidad de población era de 383,34 hab./km². De los 1.111 habitantes, Marion Center estaba compuesto por el 96.94% blancos, el 0.72% eran afroamericanos, el 0.09% eran amerindios, el 0.18% eran asiáticos, el 0.18% eran isleños del Pacífico, el 0.54% eran de otras razas y el 1.35% pertenecían a dos o más razas. Del total de la población el 0.72% eran hispanos o latinos de cualquier raza.